# Jari Rantanen
Jari Rantanen (Helsínquia, 31 de dezembro de 1961) é um ex-jogador de futebol finlandês que jogava a avançado. Era descrito como sendo um avançado lutador.
Representou diversos clubes na Finlândia e no estrangeiro. Em Portugal representou exclusivamente o Grupo Desportivo Estoril Praia.
Marcou 63 golos em 209 jogos na 1.ª Divisão finlandesa (Veikkausliigassa).
Fez parte do plantel do IFK Gotenborg, da Suécia, que venceu a Taça UEFA em 1986/1987.
Acabou a carreira no Vantaa na 2.ª Divisão (Ykkönen) e 3.ª Divisão da Finlândia (Kakkonen).
Hoje em dia é treinador dos juniores do HJK Helsinki.